# NGC 2978
NGC 2978 ist eine Spiralgalaxie mit ausgedehnten Sternentstehungsgebieten vom Hubble-Typ Sbc im Sternbild Sextant am Südsternhimmel. Sie ist schätzungsweise 72 Millionen Lichtjahre von der Milchstraße entfernt und hat einen Durchmesser von etwa 25.000 Lj. Die Entfernungsmessungen basierend auf den Radialgeschwindigkeiten stimmen nicht mit den rotverschiebungsunabhängigen Entfernungsschätzungen von 326 ± 3 Millionen Lichtjahren überein.
 
Im selben Himmelsareal befinden sich u. a. die Galaxien NGC 2979 und NGC 2980.
Das Objekt wurde am 10. März 1886 von dem Astronomen Lewis Swift entdeckt.